# Champtercier
Champtercier ist eine südfranzösische Gemeinde mit 785 Einwohnern (Stand 1. Januar 2022) im Département Alpes-de-Haute-Provence in der Region Provence-Alpes-Côte d’Azur. Sie gehört zum Arrondissement Digne-les-Bains und zum Kanton Digne-les-Bains-2. Die Bewohner nennen sich Champterciens.
Die Gemeinde grenzt im Norden an Thoard, im Osten an Digne-les-Bains, im Süden an Aiglun und im Westen an Barras.  

## Bevölkerungsentwicklung
| Jahr      | 1962 | 1968 | 1975 | 1982 | 1990 | 1999 | 2008 | 2012 |
| --------- | ---- | ---- | ---- | ---- | ---- | ---- | ---- | ---- |
| Einwohner | 154  | 163  | 285  | 363  | 527  | 693  | 799  | 772  |